# 高镜水库
高镜水库是中国广西壮族自治区来宾市平阳镇境内的一座水库，位于红水河流域高镜河上，建于1958年。水库正常库容为821万立方米，集雨面积为23平方千米，海拔为101.86米。